# Rhadinopsylla integella
Rhadinopsylla integella är en loppart som beskrevs av Jordan et Rothschild 1921. Rhadinopsylla integella ingår i släktet Rhadinopsylla och familjen mullvadsloppor. Inga underarter finns listade i Catalogue of Life.